# Chroniques du bout du monde
Les Chroniques du bout du monde (titre original : The Edge Chronicles) sont une série de livres de Paul Stewart, illustrés par Chris Riddell. Elle comprend trois trilogies et un diptyque, une ultime trilogie encore non traduite, quatre livres indépendants et plusieurs livres liés à l’univers, nommé la Falaise.
Celle-ci se présente comme un plateau bordé de précipices sans fond. La série couvrant une période de plus de 600 ans, elle se découpe en trois « ères de la navigation aérienne » qui voient chacune leur lot d’innovations et de machines volantes, indispensables dans le monde de la Falaise.
Des personnages aux villes, en passant par les lieux, les monuments, les animaux et les végétaux, les moyens de transport et même les recettes de cuisines ont été inventés par les deux auteurs.

## Les livres
Douze tomes et deux hors-série sont sortis en France chez Milan. Le Cycle de Natan publié en un seul tome dans la version originale a été publié en deux tomes en France. Les livres ne sont pas sortis dans l'ordre chronologique de l'histoire. Une nouvelle série (saga de Cade) est sortie récemment en anglais.

### Trilogie de Spic
1. Par-delà les Grands Bois, Milan, 2002 ((en) Beyond the Deepwoods, 1998)
2. Le Chasseur de tempête, Milan, 2002 ((en) Stormchaser, 1999)
3. Minuit sur Sanctaphrax, Milan, 2003 ((en) Midnight Over Sanctaphrax, 2000)

### Trilogie de Quint
1. La Malédiction du luminard, Milan, 2006 ((en) The Curse of the Gloamglozer, 2001)
2. Les Chevaliers de l'hiver, Milan, 2006 ((en) The Winter Knights, 2005)
3. La Bataille du ciel, Milan, 2007 ((en) Clash of the Sky Galleons, 2006)

### Trilogie de Rémiz
1. Le Dernier des pirates du ciel, Milan, 2004 ((en) The Last of the Sky Pirates, 2002)
2. Vox le Terrible, Milan, 2005 ((en) Vox, 2003)
3. Le Chevalier des clairières franches, Milan, 2006 ((en) Freeglader, 2004)

### Le Cycle de Nathan
1. (en) The Immortals, 2009
  1. La Guerre du phrax, Milan, 2010
  2. Les Immortels, Milan, 2011

### SérieThe Cade Saga
1. (en) The Nameless One, 2014
2. (en) Doombringer, 2015
3. (en) The Descenders, 2019

### Hors cycle
- (en) The Edge Chronicles Maps, 2004
- Les Parchemins égarés, Milan, 2008 ((en) The Lost Barkscrolls, 2007)
- (en) The Blooding of Rufus Filatine, 2007
- (en) The Slaughter's Quest, 2007

## Personnages principaux

### Quint
Fils du célèbre capitaine pirate « Le Chacal des Vents », père de Spic, mari de Maria Pallitax, de son vrai nom Quintinius Verginix, son nom de pirate est le Loup des Nues. 
Lorsqu'il est encore un enfant, sa maison dans les Quais Ouest d'Infraville prend feu et ses cinq frères, sa mère et sa grand-mère périssent dans les flammes. On apprend plus tard que c'est un incendie criminel allumé par Turbot Smil, le quartier maître du père de Quint. Il mène alors une vie de pirate du ciel, habitant avec son père sur le navire Le Cavalier de la tourmente. À quatorze ans, à Sanctaphrax, il devient l'apprenti de Linius Pallitax, le dignitaire suprême, rencontrant par la même occasion Maria Pallitax, la fille de son tuteur et étudie à la Maison Fontaine puis à l'Académie de Chevalerie. 
Plus tard, il épouse Maria avec qui il a un enfant qu'il est contraint d'abandonner dans les Grands Bois. Il le retrouve des années après. Lors d'une chasse à la tempête, son navire se renverse et il est emporté dans le ciel infini.

### Spic
Élevé dans la forêt par des trolls des bois, il connaît les dangers des Grands Bois mais un jour, il s'écarte du sentier et sa vie bascule. Après un périple dans les Grands Bois (relaté dans le livre Par-delà les Grands Bois ) où il assiste à l'éclosion d'un oisoveille qui promet de veiller sur lui, il rencontre son père le Loup des Nues qui l'avait abandonné dans la forêt des années plus tôt. Il est passionné par la piraterie du ciel et naviguera auprès de son père jusqu'à ce que celui-ci meure dans une grande tempête. Il abandonne une partie de son équipage à la Fontaline et fait la promesse de venir les retrouver. Après l'attaque de la sinistre tour de nuit, il est blessé et on suppose que son protecteur (l'oisoveille qu'il a vu éclore) le ramène, blessé à mort, à la Fontaline.

### Rémiz
C'est le petit-fils de Spic (côté maternel). Il naît dans les Grands Bois mais est élevé dans les égouts d'Infraville car ses parents sont tués par des preneurs d'esclaves. Il retourne dans les Grands Bois pour faire partie des Chevaliers Bibliothécaires, puis des Lanciers des Clairières Franches après la destruction de son esquif du ciel. Il deviendra le commandant de ceux-ci et participera à la bataille des clairières franches. À la fin de sa vie il escorte une écoutinale dans son pays d'origine dont il ne reviendra jamais.

### Nathan
Par son père, Nathan Lardeau descend des trois précédents, il ressemble d'ailleurs beaucoup à ses ancêtres physiquement. Lampiste dans une mine de Phrax des Bois de l'Est, il perd d'abord sa mère, fille d'une grande famille de Grande-Clairière (descendant d'une famille cousine de celle de Vox Verlix), et vit dans la mine avec son père qui est l'homme le plus haut placé dans la mine. Après la mort de son père dans un « accident », il est tyrannisé par le successeur de son père et finit par fuir la mine lorsque ce dernier décide de l'éliminer, apprenant au passage qu'un des responsables de la mine détourne plusieurs cristaux. Il part vivre à Grande-Clairière avec son compagnon de route, un petit gobelin gris, et il y vivra plusieurs aventures, se rendant à Ruche puis à la cité noire de la Fontaline avant d'aller explorer le bord de la Falaise et d'y rencontrer le terrible Luminard.

## Les lieux

### La Falaise
C'est le monde où se déroule l'histoire. On peut la comparer à un énorme bloc de pierre posé dans le ciel, dont les côtés sont bordés par un précipice qui ne finit pas. Elle est divisée en plusieurs « lieux » : à sa pointe se dressent le Jardin de Pierre, Infraville et Sanctaphrax, puis viennent le Bourbier, la Lande, La Forêt du Clair-Obscur et les Grands Bois. Le reste est inexploré. Durant le troisième âge de la navigation aérienne (cycle de Nathan), Infraville et Sanctaphrax ont disparu et les Grands bois, même s'ils sont encore sauvages, sont plus peuplés qu'autrefois et de véritables pays y ont vu le jour.

### La Fontaline
La fontaline est une source située en haut d'une haute montagne, près du mont de Kobold (le sage), situé au cœur des Bois Noirs. On y accède par l'escalier de Kobold. Au sommet, se trouve le jardin de la vie. C'est un jardin luxuriant poussant à proximité d'un lac par lequel s'écoule l'eau de la source. Récoltée dans le lac, cette eau est le plus puissant remède de la Falaise. Le sable du lac est le fameux quarx, puissante substance dont Quint se sert pour blesser le Luminard, et qui donne ses propriétés à l'eau. 
Au troisième âge de la navigation, l'écoutinal Doréas le Borgne a développé, à la base de la montagne, la cité de la Nuit dont il réglemente l'approvisionnement en eau de la Fontaline.

### Les Grands Bois
C'est une immense étendue d'arbres de milliers d'essences différentes. Ils sont trompeurs, magnifiques mais très dangereux. Chaque plante peut tuer un insecte, dévorer un doigt en quelques secondes ou tuer un dormeur qui s'abritait sous un arbre. Dans la trilogie de Spic, les Grands Bois sont divisés en petits villages isolés. Le marché aux esclaves des pies grieches prouvera leur domination au niveau politique, et entre autres, la grand route du bourbier qui y mène durant le second âge de la navigation. La création des clairières franches à la même époque permettra l'essor de grands États : plus tard les Clairières franches seront remplacées par la cité-état de Grande-Clairière alors qu'émergeront d'autres centres de populations majeurs, entre autres Ruche et la cité de la Fontaline ; ils coexistent plus ou moins pacifiquement avec les villages et les tribus nomades toujours présents, même si la proximité des nouvelles villes rend le passage de la vie "rurale" à la vie "citadine" plus aisé qu'au temps d'Infraville et de Sanctaphrax.

### La Forêt du Clair-Obscur
La Forêt du Clair-Obscur est perpétuellement plongée dans la lumière du crépuscule. Ceux qui s'y rendent n'en ressortent que très rarement et sont condamnés à une errance sans fin. C'est là que, lorsque vient une Grande Tempête, un puissant éclair frappe le sol de la forêt et se solidifie afin de former une colonne de phrax de tempête que viennent chercher les chevaliers de l'Académie de Chevalerie, avant qu'elle ne disparaisse sous le sol, entraînée par son poids.
De plus, les personnes s'introduisant dans cette forêt et qui perdent tous leurs sens à la suite de mirages, apparitions, voix sont nommées des trompe-la-mort.
Durant le troisième âge de la navigation aérienne, des mines se développent sous le sol de la forêt afin de recueillir le précieux phrax, indispensable à cette époque.

### La Lande
Elle est située de part et d'autre des Grands-Bois, sur l'à-pic de la Falaise. La Lande est composée de plaques de roche glissantes, il n'y a pas d'arbre, elle est perpétuellement plongée dans une brume épaisse et les rares personnes qui y vont ont l'impression d'être entourées de spectres hurlants.

### Le Bourbier
Cette vaste étendue entre la Forêt du Clair-Obscur et Infraville est constituée d'une boue blanche, collante et puante au sol, de cratères et de mares de boue, le tout sous un soleil de plomb. Ce paysage est issu de la pollution venant des industries d'Infraville. Il n'y a pas de végétation dans le Bourbier. Vox Verlix construit La Grand-Route du Bourbier, qui le traverse de bout en bout et relie la Vieille Infraville aux Grands Bois.
Pendant le troisième âge de la navigation, le bourbier est devenu une vaste étendue déserte d'herbe luxuriante et onduleuse, abritant une faune unique sur la Falaise.

### Infraville
Infraville est la seule grande ville de la Falaise, elle est bordée à l'est par le Bourbier et à l'ouest par le Jardin de Pierre. C'est un enchevêtrement de masures insalubres et de taudis délabrés. Ses habitants s'agglutinent dans ses étroites ruelles, cherchant désespérément un moyen de survivre. Infraville est brutale, sale et surpeuplée, mais c'est aussi le centre des activités économiques. Tous ceux qui y vivent exercent un commerce particulier, réglementé par une Ligue. Cette organisation engendre des querelles perpétuelles entre ligues rivales.
Au centre de la ville, un cercle métallique retient une très lourde et longue chaîne qui monte dans le ciel, avec à son extrémité, Sanctaphrax.

### Sanctaphraxpériode de Quint et Spic
Sanctaphrax est une ville flottante, construite sur la plus grosse roche flottante du Jardin de pierre, et rattachée à Infraville par une chaîne. (Quand Vilnix Pompolnius devient dignitaire suprême, Sanctaphrax est rattachée par plusieurs chaînes supplémentaires). C'est un lieu d'érudition où tous les bâtiments sont des écoles, des collèges, etc. Elle s'envole dans le ciel infini à la fin de Minuit sur Sanctaphrax.
Sanctaphrax possède une dizaine d'académies secondaires comme l'école des ténèbres, l'école de la brume...

### Le Jardin de Pierre
Le Jardin de Pierre est le lieu le plus à l'est de la Falaise. C'est un paysage désertique composé de gravats, de cailloux et de colonnes de rochers habitées par les corbeaux blancs.
Ces rochers sont particuliers car il s'agit de roches de vol qui, lorsqu'elles sont assez grosses, peuvent être utilisées pour la navigation aérienne.
Le premier âge de la navigation aérienne trouve son terme lorsque la maladie de pierre frappa ce jardin, réduisant les rochers à un tas de gravats stérile.

### L'Orée
C'est la grande rivière de la Falaise. Elle prend sa source dans les Grands Bois, à la Fontaline, passe par la Forêt du Clair-Obscur, le Bourbier, Infraville et se jette au niveau du Jardin de Pierre dans le vide du Ciel Infini.

## Créatures et plantes
Les créatures de la Falaise sont très diversifiées. Chaque lieu a un animal représentatif comme les corbeaux blancs ou les limonards pour le Bourbier. La plupart de ces animaux se trouvent dans les Grands Bois. Beaucoup sont féroces et difformes mais une partie est inoffensive.
Les plantes aussi sont diversifiées et sont aussi présentes en masse dans les Grands Bois. D'autres lieux en sont dépourvus comme la Lande ou le Jardin de Pierre. Comme pour les animaux, certaines sont dangereuses. Empoisonnées ou même vivantes comme l'arbre carnasse qui dévore tout ce qui lui passe à portée de branche, elles servent aussi en médecine comme la cicatre qui, utilisée en pommade, calme les brûlures.

## Les Pirates du Ciel
Ils font partie des plus importants protagonistes de cette saga. Ils voyagent à travers la Falaise à bord de navires flottants. On les appelle pirates du ciel non pas parce qu'ils pillent les autres navires du ciel mais car ils défient l'autorité des Ligues d'Infraville. Ces Ligues contrôlent chaque activité de la Falaise, elles se répartissent en plusieurs catégories, les ligues du sang, contrôlant le commerce des animaux et les ligues de la navigation aérienne. Les ligues perçoivent un impôt sur les cargaisons de chaque navire de la Falaise. Les pirates, en transportant des matériaux sans passer par les ligues, les empêchent de recevoir cet impôt et une guerre incessante agite les Ligues et les pirates.

Chaque équipage de navire se compose toujours de la même manière : 
- Un capitaine, qui dirige, donne les ordres et prend les décisions.
- Un pilote de pierre, il chauffe ou refroidit la roche de vol pour monter ou descendre.
- Un barreur, il dirige le navire pendant que le capitaine règle les voiles et les poids.
- Un quartier maître, il cherche les contrats, fait des affaires et gère les stocks.
- Un garde guerrier, c'est en quelque sorte le garde du corps du capitaine.
- Une vigie, généralement un elfe des chênes pour sa vue extraordinaire, il est en haut du mat et contrôle les alentours du navire.
- Le lanceur de harpon, il défend le navire avec l'appui d'un ou deux aides supplémentaires.

## The Farrow Ridges
Les auteurs des chroniques du bout du monde, Chris Riddell et Paul Stewart, ont annoncé sur leur site avoir terminé la série. Cependant, comme certaines questions restent en suspens (par exemple ce qui arrive à Goumi et Barbillon) et pour continuer un peu, ils ont signalé, sur ce même site, qu'ils ont créé un blog sur lequel ils ont publié (en anglais) une dernière aventure, mettant en scène deux nouveaux personnages principaux. Ce blog permet aux fans de continuer leur découverte du monde des Chroniques du bout du monde.